# Кубецкий, Леонид Александрович
Кубецкий, Леонид Александрович (1906—1959) ― советский физик, изобретатель, лауреат Государственной и Сталинской премий.

## Биография

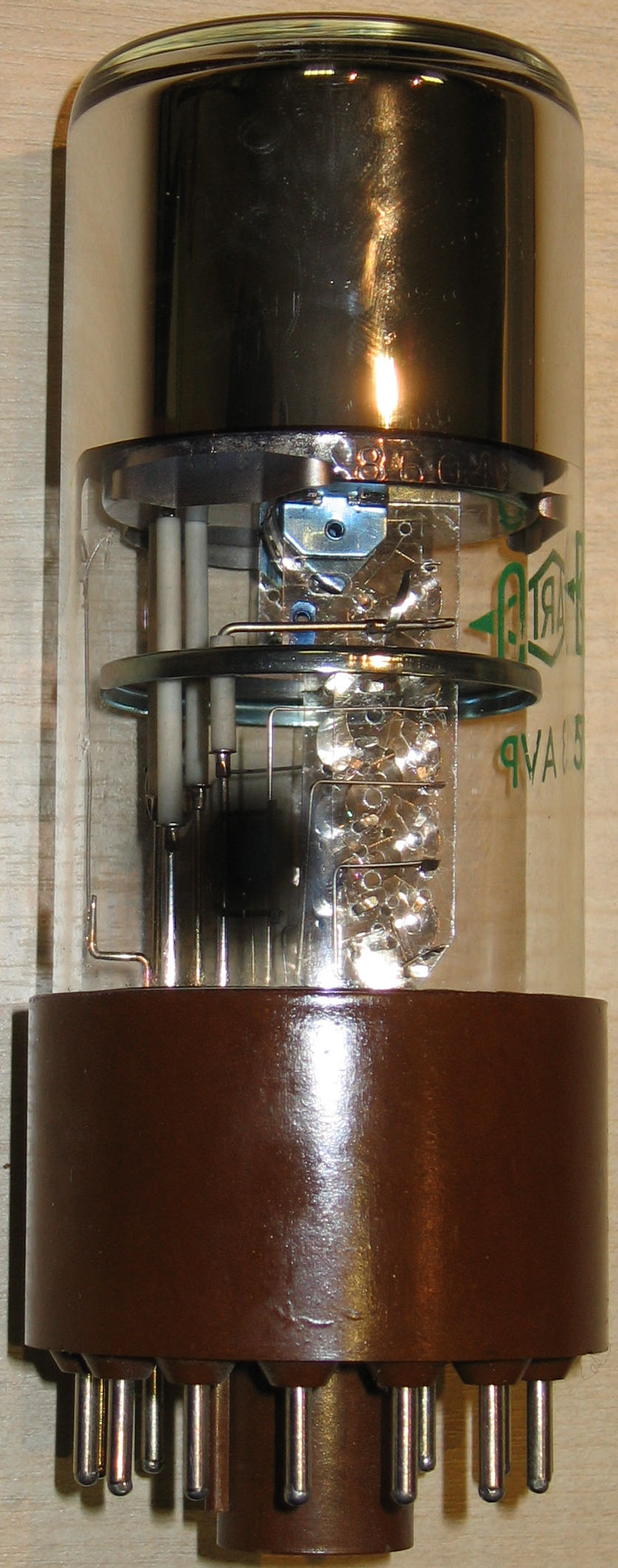
Фотоэлектронный умножитель

Родился 25 июля 1905 года в Царском Селе (ныне город Пушкин).
Наукой и техникой начал увлекаться в школьные годы. В 1923 году поступил в Петроградский университет, в 1925 году перешел в Ленинградский политехнический институт.
С 1929 работал в Ленинградском физико-техническом институте, занимался исследованиями в области электротехники. В том же году изобрёл газоразрядный прибор с накаленным катодом и управляющим электродом 4, появление которого таким образом несколько опередило первые сообщения об американских тиратронах. Получил авторские свидетельства на «Каскадный вторично-электронный прибор», «Катодный передатчик телевидения», «Оптический микрофон».
Особое внимание Кубецкий уделял теме фотоэлектронного умножителя, однако в то время его практические наработки в этой сфере оказались невостребованными в СССР.
В 1936 году переехал в Москву, где работал в НИИ судостроения, с 1939 в институте теоретической геофизики АН СССР, с 1946 в институте автоматики и телемеханики АН СССР, с 1953 в институте биофизики АН СССР.
Умер 22 сентября 1959 года в Москве.

## Вклад в науку
Основные работы по электронике (управляемые газоразрядные и телевизионные приборы). Изобрёл в 1930 году и практически осуществил в 1934 году фотоэлектронный умножитель.

## Награды
- Государственная премия СССР (1948) за изобретение и практическое осуществление фотоэлектронного умножителя
- Сталинская премия (1950) за работы в области вторично-электронных приборов